# アクエリオンEVOL
『アクエリオンEVOL』（アクエリオン エヴォル、AQUARION EVOL）は、サテライト・エイトビット共同制作による日本のオリジナルSFロボットアニメ作品。テレビ東京系の深夜枠ほかにて2012年1月から6月まで放送された。全26話。キャッチコピーは「それは、禁じられた合体─」。

## 概要
2005年に放送された『創聖のアクエリオン』の続編にあたる作品。
ストーリー
アクエリオンの重要な要素である「恋愛」については本作においては一捻りされ、地球側の主要な登場者たちには「恋愛禁止」というルールが制定されている。この制約が課せられた中、彼ら彼女たちが如何にして「恋」を「恋愛」へと昇華させていくかが大きな見所でもある。この他、本作のお楽しみ要素として放送開始時に「男女（によるマシン同士）の合体禁止」を謳いストーリー上のアクセントを付けたり、1万2千年前（前作）の人物が転生したキャラクターが登場する予定があることなどが総監督である河森自身により明かされている。また、恋愛に加えて、前作『創聖のアクエリオン』に引き続き、立場や出自の異なる者どうしの相互理解・自らの心の弱さや闇と向き合い克服することによる人格的成長・運命と自由意志の関係といった、河森の人生観や宗教観と深く関わるテーマも、物語の重要な要素として扱われている。
スタッフ概要
河森を筆頭に中核スタッフはある程度前作からそのまま担当しているメンバーもいるが、河森の「前作を知らない人にも楽しめる作品にしたい」という意向を受け、監督・シリーズ構成は刷新された。また、主要キャラククターのデザインを男性側（倉花千夏）と女性側（石田可奈）が別々に担当する贅沢さもウリとなっている。制作に関しては、前作である『創聖』ではサテライトの単独制作であったが、ほぼ同時期に河森らの主要スタッフが『AKB0048』に関わっていたこともあり、これらの負担を軽くするために本作ではサテライトの第1スタジオの元スタッフが独立して設立されたエイトビットとの共同制作へと変更された。
その他
メインスポンサーは、当時サテライトの筆頭株主だったSANKYO。パチンコ『CRフィーバー創聖のアクエリオン』を世に送り出していた。

## あらすじ
アポロ、シリウス、頭翅の3人による「創聖合体」によって地球が救われてから、1万2千年後の世界。
人類は「アルテア界」と呼ばれる異界から送られてくる巨大兵器「アブダクター」の脅威に晒されていた。アルテアでは「イヴの呪い」と呼ばれる現象によって女性が生まれなくなり、絶滅の危機に瀕した彼らは、種の存続のため地球（ヴェーガ）へと侵攻し女性を攫っていた。
アブダクターと戦うために「ネオ・ディーバ」の所有する伝説の機械天使「アクエリア」によって対抗していたが、過去に起こった事故以来、男女エレメントによる合体は禁じられていたため、アクエリアの本来の力を発揮できず苦戦を強いられていた。
ある日、空飛ぶエレメント能力を持った少年アマタは、一目惚れした少女ミコノとのデートの最中に戦闘に巻き込まれ、二人は偶然アクエリアに乗り込むこととなる。そして真の名である「アクエリオン」を叫んだ時、3機のベクターは禁断の男女機合体によって封印されていた機械天使「アクエリオンEVOL」を覚醒させた。
アルテアの兵士であるカグラの撃退に成功したアマタは、その力を見込まれアクエリオンのパイロットを育成する「聖天使学園」にミコノと共に入学することとなる。後に男女間の交流を禁止していた学園の規則は、不道ZEN総司令の帰還と同時に消え、波乱に満ちた学園生活が始まることとなった。
アブダクターとの戦いで、徐々にアクエリオンの力を目覚めさせていくアマタ。その戦いの中で出会ったカグラはミコノに強い執着を見せる。二人の様子を見たアマタは、二人がアポロとシルヴィアの生まれ変わりではないかと考えるようになる。そして、アルテア界の神官であるミカゲが、最高指導者のイズモを無視してカグラの暴走を煽り始めたことにより、戦いは激しくなっていく。
その後、ネオ・ディーバに攻め込んできたイズモに攫われた仲間を奪還するため、アマタたちはアルテア界に潜入する。そこでアマタは幼い頃失踪した、昏睡状態の母アリシアを目撃する。仲間の奪還に失敗し地球に戻ったアマタは、失った記憶を取り戻したカグラと再会し、二人が同一人物であることを知る。母が失踪したその日、ミカゲの能力によってアマタは二人に分裂し、ミカゲによってカグラとして育てられたのだった。
同一人物であることを知った後も二人は激しく対立し、カグラはミコノをアルテアへと拉致する。さらに不動司令が発掘した「神話型アクエリオン」もミカゲによって奪われてしまった。アルテアへと帰還したカグラは、ミコノを独占するためにアルテアを裏切り、ミカゲから与えられた神話型アクエリオンに乗ってアルテア軍を殲滅し始める。
再びアルテア界へと潜入したアマタは、昏睡から目覚めた母と再会し、夫であるイズモの願いを聞き入れ、死に瀕したアルテアを救うために来たことを明かす。その直後、カグラとイズモの戦いの巻き添えをとなってアリシアは死亡し、同じく瀕死の重傷を負ったイズモもアマタに看取られ亡くなった。怒りに燃えたアマタはカグラと激突する。
その頃、アマタに片思いしているゼシカの心を利用して肉体を乗っ取ったミカゲはミコノと強引に合体し、さらにカグラをも操り、神話型アクエリオンを「エンシェントAQ」へと変貌させる。ミカゲの正体は、1万2千年前に創世合体を行い世界を救った頭翅であった。合体を行った瞬間、アポロがアポロニアスの転生者ではなく、その忠犬ポロンの転生者であることを知り、絶望した瞬間に生まれたのがミカゲだった。そして復讐のために、ポロンの転生者であるアマタをカグラの二人に分けるなどの様々な計略を巡らせ、遂にはアルテアとヴェーガを衝突させて世界を破滅させようと目論んでいたのだった。
エンシェントAQはアルテアとヴェーガのエネルギーを吸い取り巨大化しより強大となっていくが、エンシェントAQに取り込まれたミコノを救うためにアマタは食い下がる。その姿を見たカグラの後押しを受けて、アマタはミコノを救い出すことに成功する。そしてアマタと合体したエンシェントAQは「アクエリオンLOVE」へと姿を変え、エンシェントAQによって吸い取られていたアルテアとヴェーガのエネルギーを元に戻し、破滅寸前にまで追い込まれていた世界を救った。そして肉体を失ったミカゲは、真のアポロニアスの転生者である不動・ZENによってその魂を鎮められた。
それからしばらく経った復興が進むネオ・ディーバでは皆新たな生活を始めていた。MIXは無事女性に戻ることができスオミがドナールの子供を身篭るなど明るい出来事が続く中、ついにアマタとミコノがアクエリオンLOVEと共に帰還。カグラをはじめ皆が二人の帰還を祝福、これをもってネオ・ディーバは恋愛解禁となった。

## 登場人物

### ネオ・ディーバ

#### エレメント候補生・男子
アマタ・ソラ
声 - 梶裕貴
本作の主人公。礼儀正しく真面目な好青年だが気が弱い。また、ドジで失敗も多く、アンディのいたずらの巻き添えになることもしばしば。前作のアポロの生まれ変わり、つまりアポロニアスのペットである翅犬・ポロンの転生者。
幼い頃、一度はエレメント候補生になることを考えたが、その能力を周囲から気味悪がられ、母のアリシアに置き去りにされた苦い過去につながる「忌まわしい力」としてひた隠しにしており、物語の冒頭では映画館で住み込みの映写技師をしていた。そこで出会い一目惚れしたミコノとのデートの最中にアブダクターとアクエリアの戦いに巻き込まれ、さらにミコノと共にベクターゼドに取り込まれ、禁断の男女合体を行いカグラを撃退する。その能力を見込まれ、半ば強制的に聖天使学園に入学の運びとなる。
神話型アクエリオンおよびミコノを奪還するためにアルテアに再度潜入した際に、目覚めたアリシアと再会、アリシアがアマタを置いて独りでアルテアに赴いた理由や父親がイズモであることを聴かされ、自らの出生の謎が解けると同時に、自分を置き去りにしたアリシアに対するわだかまりも一応の決着を見た。
最終決戦において、カグラ・ゼシカとともにエンシェントAQを操るミカゲと対峙し、カグラの力による後押しを受けてアクエリオンLOVEへと合体することで、ミカゲの力によって破滅に瀕していた二つの星を救った。
1時間スペシャルではアンディの誘いに乗り覗きを乗ってしまったことでミコノから避けられてしまう。落ち込んでいる際に世界にヒビが入る現象事件が起こり、そのせいで時空の狭間に飛ばされた時、ミコノの前世であるシルヴィアと出会いミコノとも仲直りした。
エレメント能力は重力干渉（浮遊能力）。気持ちが高ぶって鼓動が激しくなると、左右両方のくるぶしに金色の翅が生え、飛翔が可能となる。
カイエン・スズシロ
声 - 鈴村健一 / 子供時代 - 田村睦心
元・人類軍の海兵隊員。軍人気質が抜けず、真面目すぎて頭が固い上に短気。代々エレメントを輩出するエリート家系であるスズシロ家の生まれで、ミコノの兄。臆病なミコノを大切に思うあまり、戦いから遠ざけようと辛く当たっていた。そのためミコノを戦いに巻き込んだアマタを当初は目の敵にしていた。
エレメント候補生（特に女子）の間では、トップクラスのシュレードに次ぐ能力者として、「永遠のナンバー2」と評されている。銃の腕前は凄腕で、目隠しをしたまま動く標的に百発百中する。
エレメント能力は絶望予知。将来起きる悪い出来事を映像化する未来視（ビジョン）能力。また映像はエレメントシステムを介し他の者にも見せることが可能。
アンディ・W・ホール（アンディ・ダブル・ホール）
声 - 鳥海浩輔
お調子者のムードメーカー。常に帽子を被っている。女の子と合体したいという不純な動機でエレメント候補生に志願した女好き。
アマタとは「穴掘り兄弟」のコンビを結成し、寮のルームメイトでもある文字通りの親友。
エレメント能力は物質の脆い部分を見出して削り取る穴掘力で、暴走するとナノブラックホールを発生させ「時空に穴を開け」るほど強力。ただし、生物や、分子構造に一部のスキもない場所には穴をあけることはできない。
その能力を悪用してたびたびトラブルを起こしていたが、その過程で相反するエレメント能力を持つMIXに一途な想いを抱くようになり、後に相思相愛になった。彼女がアルテアに拉致され、イヴの呪いで男性化したことを知った際にはひどく落ち込むも、性別は関係なく彼女を受け入れることを決意し救出、最終決戦でやっと合体を果たした。
救出されたMIXが徐々に女性に戻り、1時間スペシャルでは元のグラマラスなプロポーションの「ビッグバン」に戻ったことを女子更衣室で確認、心の底から歓喜した。そしてその後、女子更衣室を覗いたことでしっかり怒られた。
シュレード・エラン
声 - 浪川大輔
メガネをかけ、耽美的で思慮深い雰囲気のある美青年。カイエンのことは一方的に「親友」と呼んでいる。本人曰く「寂しがり屋」。
エレメントとしての潜在能力は学園トップクラスだと評されているが、アクエリオンに乗ることで病弱な肉体を蝕んでしまうため、一軍メンバーでありながら実戦に投入されることはほとんどない。かつてはその桁外れな能力を暴走させ大切な人々の命を奪ってしまったという過去をもつ。このため自分の能力や過去を知った上でスカウトしてくれた理事長には心の底から感謝している。当初からアクエリオンの持つ力に魅せられ、「アクエリオンを奏でる」こと、「二つの世界が奏でる究極の愛の旋律」を作り出すことに執着していたが、アマタとミコノの入学以降、戦いが本格化するに連れて司令部の命令を無視し、たびたび戦闘に参加するようになる。
その後、アルテア界に潜入する際に、次元航路の激流に翻弄されるアマタとゼシカを救うために力を使い果たし、搭乗していたベクターシロンごと次元の狭間へと消え去った。最終決戦では彼の遺志を宿したベクター機のみが通常空間に戻り、ミカゲに挑むカイエンたちに力を与えた。
エレメント能力は精神演奏。楽器を奏でることで深層心理に干渉し、感情を操ったり、エレメント能力を一時的に強化・操作するなどの現象を起こす。この能力故に悲惨な幼少期を経験し、さらにその能力を他人に悪用され続ける日々を送る中、アクエリアとアブダクターの戦いに遭遇した際に、クレアによってスカウトされた。
モロイ・ドレッツァ
声 - 佐藤健輔
ハデ目なファッションにミスマッチな、爽やかで気さくな性格のイケメン男子。南国出身で、褐色の肌と青紫色の瞳を持つ。眼鏡を掛けており、インテリの雰囲気も持っている。その性格からか、男女を問わず周囲からの信望は厚い。車の運転なども得意らしく、カグラからミコノを守るべく壮絶なカーチェイスを繰り広げた。
見た目と違い実力は高く、自身の能力を利用して本来なら接近戦に不利な長距離砲撃仕様の機体で強襲攻撃を可能にするなど戦術眼に優れている。このためあらゆる場面で応用力が利く反面、純粋に破壊力や攻撃力が勝負を決める戦いなどでは決め手に欠けるなど課題も多い。この点については本人も自覚しており日々課題克服に励んでいる。
エレメント能力は脆弱力。物質の分子結合を寸断することにより、僅かな衝撃が加わるだけで崩壊しやすくする。

#### エレメント候補生・女子
ミコノ・スズシロ
声 - 茅野愛衣
本作のヒロイン。紫色の髪を後ろで団子にして、アブダクター来襲の跡地で拾った謎の生物シュシュを頭に乗せている。内気だが明るい美少女、怒らせると怖い。
代々エレメント能力を持って生まれるスズシロ家に生まれながら、長い間エレメント能力を発現できず、幼少の頃から強いコンプレックスを抱えていたが、アマタと出会い自分を変えようという思いを抱く。
シルヴィア（セリアン）の生まれ変わりであり、アポロの生まれ変わりであるアマタと、その分身であるカグラとの間で揺れ動くこととなるが、最終戦後、アマタと結ばれた。
1時間スペシャルではアンディの誘いに乗り覗きを乗ってしまったアマタに怒り謝罪しても許さなかったが、世界にヒビが入る現象事件が起きてしまう。アマタと共に時空の狭間に飛ばされた時、ミコノの前世であるシルヴィアと出会いアマタとも仲直りした。
エレメント能力は人と人との関係を繋ぐ力。エレメント同士を繋ぎ合わせることで、その能力・感覚を増幅させることができる触媒となり得る。
シュシュ
声 - 安野希世乃
ミコノが飼っている謎の生物。普段は真っ白なリボンに擬態するかのようにミコノの髪で大人しくしている。ミコノはなぜか「ネコ」と評している。主であるミコノの感情を察するように動き、彼女に親しく接する者に対しては威嚇し、敵意を見せるが、カグラやMIXらには懐いている。食い意地が張っている。性別は不明。飛行能力がある。
ゼシカ・ウォン
声 - 花澤香菜
若草色の短い髪に、紫色の瞳をした少女。17歳。露出度の高い服を好む、明るく勝気なボーイッシュな美少女。
ミコノとアマタの仲をたびたびからかっていたが、徐々にアマタに恋心を抱くようになる（次の1万2千年後は自分を選んでほしいと告白をするくらい）。その心の隙をミカゲに突かれて体を乗っ取られ、アマタたちと敵対することになってしまうが、同じく捕らえられたカグラと共にミカゲの支配から脱し、彼と共にミコノを救うために戦うアマタの背中を押した。
最終戦後、ネオ・ディーバに入ったカグラと共にアマタとミコノを待っていた。
エレメント能力は攻撃力を増大させる衝撃力。アマタへの複雑な思いが募るにつれて、新たに捻れも身に着けた。
MIX（ミックス）
声 - 藤村歩
学園の生徒会長を務めている、メガネとグラマラスなプロポーションが特徴の女子生徒。突出した胸の大きさからアンディに「ビッグバン」と命名されている。
父が女と駆け落ちしたことで極度の男嫌い。さらに駆け落ちした場所が穴場の温泉だったことから、父の駆け落ちを連想させる穴を見つける度に埋めている。エレメント能力も性格も正反対のアンディとはいがみ合っていたが、後に互いに親密さを深め相思相愛の仲に。
ゼシカを救うためにアルテアに連れ去られた後、「イブの呪い」によって体が男性化。さらに記憶を操作され「MIXY（ミクシィ）」としてアマタたちと敵対するが、アンディの命がけの呼びかけにより、元の記憶を取り戻し、決戦ではアンディと合体を果たす（その際胸がすこし戻っている）。
エレメント能力は空間補填。自身が「穴」と認識した箇所を埋めることができる。
1時間スペシャルでは覗きをしたアンディを叱っていたが、MIXの胸の大きさが元のグラマラスなプロポーションの「ビッグバン」に戻ったことで喜ぶアンディには通じていなかった。
サザンカ・ビアンカ
声 - 中島愛
褐色の肌の少女。「カップリング（イケメン男子限定）」が大好きという腐女子で、よくカイエンとシュレードのカップリングの妄想に浸っているが、男女間の恋愛に全く興味が無いわけでもないらしい。授業が男女合同となった際には当初から肯定的なメンバーの一人でありサービス精神も旺盛であるが、スレンダーな体つきのため他の女子より注目されないことが不満の種でもある。
オペレーター任務に就くことが多く、それをいいことに人気のあるエレメントたちを盗撮しては、それを他のエレメントたちに売りさばいて利益を得ている。能力の相性からモロイと組んだ場合には長距離砲撃用の機体であっても奇襲や強襲に加え接近戦もこなせる万能機体となるため、トリッキーな戦術で相手を翻弄するのが非常に得意。
エレメント能力は物体を腐らせる腐食力。能力発動中には「腐」の文字がオーラとなって現れる。
ユノハ・スルール
声 - 小倉唯
極度の恥ずかしがり屋な小柄な美少女。常にカエルに似たぬいぐるみ（ネコらしい）のタマを抱えている。
スパイとして潜入してきたアルテアの少年、ジンと惹かれ合う。ジンの死後激しく落ち込むが、ミコノの力によってジンの魂との再会を経て、彼との思い出と共に生きようと前向きに決意する。
エレメント能力は光学透化。恥ずかしくなると透明になり、アクエリオンに搭乗すると、機体全体をその能力で短時間ながら透明化し、光学的に完全に不可視にすることができる。
1時間スペシャルでは別次元の時間軸にて彼女の魂が転生したと思われるユノハの面影をもつ少女・河津ユノが登場し、同じくジンが転生したと思われる日本の各地を旅する少年・月島シンと出逢う。数々の出来事を経てシンとユノが思いを通わせたことで、次元を超えてジンの魂の声がついにユノハのところへたどり着く。自分を気遣ってくれたお礼と様々なことに巻き込んでしまったことへの謝罪、そして彼女のことを本当に想っていたというジンの気持ちを聞き涙を流す。二人の気持ちが繋がったところで『創勢のアクエリオンEVOL』が完結する。
エイ・チャン
声 - 広瀬有香
二つに分けた三つ編みの髪型に、リボン付のカチューシャが特徴。現代のジャージを思わせるシンプルな私服であるが、スタイルはグラマラスである。
劇中描写の範囲ではベクターマシンに搭乗する機会は無く、オペレーターとしてサポートに回っている。
アイカ
ツーサイドアップに結んだ金髪のセミロングヘアが特徴。
劇中描写の範囲ではベクターマシンに搭乗する機会は無く、オペレーターとしてサポートに回っている。
ミスト
二つに分けて結んだ髪型に、スカーフを被った頭が特徴。
劇中描写の範囲ではベクターマシンに搭乗する機会は無く、オペレーターとしてサポートに回っている。

#### 司令部
不動・ZEN（ふどう・ゼン）
声 - 藤原啓治 / 小山力也（パチスロ『Sアクエリオン ALL STARS』）
右目の眼帯と、中世貴族のような服装が特徴のネオ・ディーバの総司令。前作に登場した不動GENその人であり、真のアポロニアスの転生者。本作における狂言回し的な存在。
神出鬼没かつミステリアスな雰囲気は前作同様で、思わせぶりな発言で周囲を煙に巻く。その言葉は禅問答のようでもあり、周囲が言動の意味を即座に理解できず、エレメント候補生の能力覚醒や戦闘での勝機に繋がることでようやく理解されることも多い。
クレア・ドロセラ
声 - 丹下桜
聖天使学園理事長を務める美少女で、IQ300の才媛。当初は学園を司令に任せてアクエリオンの謎を探るべく不動と共に旅に出ていたが、アクエリオンEVOLによる無限拳の発動に伴い復帰した。見た目は幼い少女にしか見えないが年齢不詳。前作のリーナと同様に「創聖の書」を読み解く預言者であり、最終決戦では自らアクエリオンゲパーダに搭乗し戦っている。
エレメント能力は瞬間移動。アクエリオンの機体を丸ごと短距離テレポートさせることができる。
司令 / 学園長
声 - 稲田徹
聖天使学園の総責任者も兼任するネオ・ディーバの司令官。恰幅のいい軍人風の外見をしている。
機械天使の真の名が「アクエリオン」であることを知っている数少ない一人。不動とクレアの復帰以降はクレアに司令室の椅子を渡しクレアに付き従っている。
ドナール・ダンテス
声 - 諏訪部順一
軍人気質な司令補佐兼男子教官。「アクエリオンの惨劇」の当事者で、そこで重傷を負ったことから身体の一部をサイボーグ化して生存しており、それ故に機械天使の真の名が「アクエリオン」であることも知っている。機械の両腕をスタンガンや吹き矢などに換装し体罰に用いるが、訓練中に手を抜く候補生への体罰は積極的に行ってもそれ以外の場面では体罰を行う様子はなく、見た目と違い候補生たちにきめ細やかなケアを心掛けている。
9年前に起きたアブダクターとの最初の戦闘でアクエリオンに搭乗していたエレメントの一人だったが、共に戦っていた女性エレメントのナナオンとの関係が恋愛に昇華していたことでアクエリオンが暴走、アルテア界からのミカゲの介入によってナナオンと仲間と両腕を一度に失ったため、ミカゲを激しく憎んでいる。ミカグの登場する悪夢を見る際は現実でも何か凶事に遭遇するジンクスを気にしている。
自分と同じ悲劇を繰り返すまいとの決意から候補生たちに厳しく接しているが、自身も恋愛の経験があったためかエレメントの男女交友に関してはある程度までなら寛容な面も見せる。ただし、恋愛関係寸前のアマタとミコノに関しては眼を光らせている。エピローグではスオミとの関係が進展したらしく、彼の子供を身篭ったと報告を受け驚愕している。
スオミ・コネピ
声 - 小林沙苗
司令補佐兼女子教官。修道服のような服を着用する。2年前に就任したばかりであるため、司令やドナールと異なってアクエリオンに関する真実をほとんど知らない。随所に女性を神聖視し、考えが相反するドナールとはよく対立している。
堅物で融通が利かない反面、おしとやかで女性らしい一面も覗かせる。また、かなりの美人でスタイルも良く、水着姿を見せた際には、男子エレメントたちから絶賛されていた。異性に肌を観られることで敏感になることには理解があるらしくドナールを驚愕させた。
エピローグではドナールとの関係が進展したらしく、彼の子供を身篭ったと報告をしている。

### アルテア界
カグラ・デムリ
声 - 内山昂輝
非常に好戦的なアルテア界の青年軍人。その正体はミカゲによって二分された、もう一人のアマタ。ミカゲにより記憶が封印された上で彼に育てられ、幾度と無くアマタと戦うこととなった。
アマタと同じくアポロの生まれ変わりであるためミコノに強い執着を見せ、後に彼女を手に入れるためにアルテアを裏切る。さらにミカゲに操られたゼシカに扇動され、ソーラーアクエリオンを入手し、アルテア軍のアブダクター部隊を殲滅した。
その後、ミカゲに乗っ取られエンシェントAQへと変形したアクエリオンからゼシカと共に脱出。アポロの生まれ変わりであることや運命などを気にせず、自らの意志でミコノを取り戻そうとするアマタの姿を見て心境の変化を生じ、自らの能力でアマタを後押しする道を選んだ。
最終戦後はネオ・ディーバの一員としてゼシカと共にアマタとミコノを待つ。小説版ではかつての聖天使学園への襲撃事件からの引け目から学園には駐留せず、近辺の森林で過ごしているとされている。
1時間スペシャルでは、世界にヒビが入る現象事件時にベクターゼドに乗り込み、ゼシカとユノハと出撃しアクエリオンEVOLに合体後、ヒビから出てきたアポロが乗るソーラーアクエリオンとぶつかり合う。同じ存在のせいか、ベクターから降りてからもアポロと睨み合う。
エレメント能力は逆さまの力。任意の物理的事象を現実と逆の状態に変えることができる。また、獣の姿へと変身することができる。
トワノ・ミカゲ
声 - 中村悠一
アルテア界の神官。長らく氷の結晶の中で眠りについていたが「無限拳」の復活に呼応して目覚める。
その正体は、前作に登場した堕天翅族の頭翅の生まれ変わり。1万2千年前の創聖合体の最中、アポロと魂が融け合ったことにより、彼がアポロニアスの転生者ではなく下等な翅犬の転生者であったことを知ったため、絶望と憎悪が闇の部分だけを転生をさせ全ての愛を壊すべく行動するようになる。
ヴェーガとアルテアの衝突・合体を画策することにより、一つになった後の生命の死に絶えた地球における神（創造主）となるという目的を抱き、そのためにアポロの転生者であるアマタ、シルヴィア（セリアン）の転生者であるミコノへの個人的な復讐も兼ね、アマタから切り離したカグラを自分の駒として育て上げ、ミコノ共々神話型アクエリオンを操縦するための道具とした。
カグラとミコノを精神操作で沈黙させ、美しくも虚しい「独りだけの合体」を果たしてエンシェントAQを操り、アクエリオンEVOLとの決戦に臨む。しかし、アマタが創聖合体を果たしたことで、エンシェントAQが変形したアクエリオンLOVEから追い出され、不動の（生身の）肉体を乗っ取ろうとしたが、アポロニアスの転生者である不動に受け容れられ、復讐心を鎮められる結果となった。
頭翅本人はアポロ、シリウスと共に“人柱として地球を救う”運命を受け入れており、ミカゲはあくまで頭翅の一部であるに過ぎない。
イズモ・カムロギ
声 - 安元洋貴
アルテア界最高司令官。ヴェーガへの侵略行為を「聖戦」と称し、アルテアの未来を自らの双肩に背負って戦う最高指導者であり、アマタ（カグラ）の実父。
はねっかえり者のカグラには手を焼いている。また、人的犠牲やエネルギーの浪費を全く省みない上に、自分の意向を平然と無視するミカゲには、それ以上に警戒心を抱いている。
アルテアの未来に対する責任感は人一倍強く、種の存続のために、時空転移にも耐えられる素質を持ったレア・イグラー（後述）を選びアルテアへ迎える、という計画を立案・指揮するが、その行動原理は良くも悪くもアルテア側の種の存続最優先であり、何人ものヴェーガの女性を犠牲にした。
若かりし頃、レア・イグラー調査のためにヴェーガへ赴いた際にアリシアと出会い、やがて恋仲となった彼女との間にアマタを授かる。しかし、アルテアへ帰還した際にミカゲに彼女の存在が露見し、やむなくアリシアをアルテアへと迎えることとなった。
神話型アクエリオンとの交戦中に乗機（アフラ・グニス）を撃破され重傷を負う。真実を知ったアマタにより介抱されるが、直後に「イヴの呪い」の真実と原因を知ると同時に事切れてしまう。しかしアリシアの声によって諭され、魂はアリシアと共に星空の彼方へと消えていった。
ジン・ムソウ
声 - 福島潤
女性の死滅により、アルテア界に生まれた最後の少年。電子戦や兵器設計などに関して高いスキルを持ち、過去の戦闘データを基にしたシミュレーションでは無敗を誇る。
3度目の対戦・敗北後は、イズモにレア・イグラーの探索とアクエリオンの奪取を命じられ、編入予定のエレメント候補生になり済ましアクバルジン・バドバヤールの偽名を使って聖天使学園に潜入する。
ヴェーガ（地球）の文化や女性に関する予備知識を持たないことに加え、周囲との交流に消極的だったため、行く先々でトラブルを起こす中ユノハと出会う。彼女への淡い恋心を覚えるとともにアルテア側の侵略の正当性について疑問を抱くようになり、後にアルテアから離反。しかしそれを知ったミカゲの制裁を受け、ユノハに看取られながら帰らぬ人となった。アルテア界ではその死はミカゲによって戦意発揚のプロパガンダに利用された。
エレメント能力は断ち切る力。物理的な繋がりを断ち切ることができる能力で、カイエンにスパイ行為を疑われて銃撃を受けた際に、自分を庇ったユノハに逆に銃弾が当たりそうになったのを守ろうとしてこの能力が発現したが、自身にエレメント能力があることまたは発現する可能性があることは、その瞬間まで自覚していなかった。
彼と数名のエレメント候補生の死は、生き残った候補生たちに自分たちが戦場生活を送っていることを自覚させるきっかけとなり、恐怖に駆られて退学する者も現れた。
1時間スペシャル『創勢のアクエリオンEVOL』では別次元の時間軸にて彼の魂が日本の各地を旅する少年・月島シンとして転生していたことが判明。朧気ながらジンと思われる面影が現れることもあり、同じく転生したと思われるユノハの面影をもつ少女・河津ユノと運命的な出会いを果たす。数々の出来事を経てシンとユノが思いを通わせたことで、次元を超えてジンの魂の声がついにユノハのところへたどり着く。自分を気遣ってくれたお礼と様々なことに巻き込んでしまったことへの謝罪、そして彼女のことを本当に想っていたことを伝え、『創勢のアクエリオンEVOL』が完結する。

### その他の人物
アリシア
声 - 田中理恵
アマタの実母。地球（ヴェーガ）の女優。『アクエリアの舞う空』ではシルフィ役を演じ主題歌を歌った。その歌声や姿はアルテア界においても広く知られており、ジンを始めとするアルテア軍人にはかなりの人気を誇っており、戦意発揚に利用されている。
まだ駆け出しの女優の頃、レア・イグラーの調査のためヴェーガへとやってきたイズモと惹かれ合い、彼との間にアマタを授かる。その後アルテア側に存在が露見し、イズモとその故郷のためになるならとアルテアへと渡る。身の安全を考えてアマタを置き去りにしたが、それが「自分は捨てられたいらない子だ」というアマタのトラウマの原因となってしまう。さらに、渡った直後にイヴの呪いにかかり、男性化は免れたものの長らく仮死状態となってしまう。
イヴの呪いが部分的に解かれたことにより眠りから目を覚ます。アマタを呼び寄せ真実を伝えるが、直後にミカゲに操られたゼシカが放った一撃により、建物の瓦礫によって押しつぶされてしまう。しかしその魂は死んだイズモの元へと赴き、アマタに自らの願いを囁くと、イズモと連れ添い星空の彼方へと旅立っていった。
彼女の名前は2万4千年前にアポロニアスとセリアンとの間に生まれたアリシア姫と同一。
アポロン
声 - 東地宏樹
世界を救った伝説上の人物で映画『アクエリアの舞う空』の中での主人公として描かれる。モデルはアポロで右頬に特徴的な十字傷を持つが髪は片目が完全に隠れるほどの長髪。胸にはアポロがつけていた首飾りを思わせるメダルをぶら下げる。背中には白く小振りな翅を持つ。
シルフィ
世界を救った伝説上の人物で映画『アクエリアの舞う空』の中でのヒロインとして描かれる。モデルはシルヴィアのはずだが、聖母然とした佇まいはシルヴィアにはほど遠い。
大聖堂に置かれた石像は右手に翅を掲げ、左手に二等辺三角形を象った棒（現実の社会における十字架に相当）を持つ。「喪服の結婚式」では列に並ぶ人々が同じ棒を掲げている。
エルコ
声 - 稲葉実
ネオ・クーロンで映画館を営む老人。アマタからは「おやじさん」と呼ばれる。
アマタとアリシアが実の親子であったことは知らないらしい。
アブダクターの襲撃後、特別警戒区域に指定されてからは戻っていない様子で消息は不明。
ミコノの父
声 - 中田譲治
ミコノとカイエンの父でスズシロ家当主。高圧的で独善的な人物らしく、ミコノにとってはコンプレックスの元凶。自慢の息子・カイエンへの便りは欠かさないが、エレメント能力を発現できない不肖の娘・ミコノが学園に入ったことを快く思っていない。
ポロン
2万4千年前にアポロニアスが飼っていた翅犬（堕天翅の犬）で、堕天翅族から離反した時に共について来た。彼も翅犬の身でありながらセリアンに恋をし、やがてその想いから、1万2千年後へ、そして現代へと転生することとなり、物語の中心に位置することとなった。

### 前作からの登場
アポロ
声 - 寺島拓篤
前作の主人公。前作ではアポロニアスの転生者ではないかとも考えられていたが、本作において実際はその忠犬ポロンの転生者であるという真実が明かされた。本作では転生者はアマタだが、ミカゲによりカグラという2つの存在にされてしまう。
シルヴィア・ド・アリシア
声 - かかずゆみ
前作のヒロイン。第16話で超時空無限拳が見せた1万2千年前のイメージに登場。本作ではミコノとして転生した。
シリウス・ド・アリシア
声 - 杉田智和
シルヴィアの兄。
不動・GEN（ふどう・ゲン）
声 - 石塚運昇
ディーバの総司令。第16話で超時空無限拳が見せた1万2千年前のイメージに登場。本作では不動・ZENとして登場。ただし、当時からずっと生き続けているのか転生者なのかは不明。
聖天翅・頭翅（トーマ・エパノルト）
声 - 森川智之
堕天翅族の前線指揮官。第16話で超時空無限拳が見せた1万2千年前のイメージに登場。本作では魂の闇の部分がミカゲとして転生した。

## 登場メカニック

### ネオ・ディーバの兵器

#### ベクターマシン
量産型であるため、ベクターマシン3種は男子用のM型（メインカラーは水色）と女子用のF型（ピンク）が存在し、それぞれを構成するベクターマシンも少なくとも2組存在する。
ベクターマシン操縦席とネオ・ディーバ指令室の間で乗員を転送する機能があり、戦闘中であっても乗員の交代（エレメント・チェンジ）が可能。なお、「アクエリオン」と「アクエリア」ではベクターマシンのカラーリングが異なっている。
ベクター ゼド (VECTOR Z)
アクエリオンEVOL形態の際、ヘッドを構成する機体。
前作のベクターソルの前割れ方式をそのまま後ろ割れ方式にし胸部を機首とすることで変化を狙ったデザインとなっている。
アクエリオンゲパルト形態では、背と足底を構成し、アクエリオンスパーダ形態では下半身を構成する。
ベクター イクス (VECTOR X)
アクエリオンゲパルト（アクエリアM型、F型）でヘッドを構成する機体。
アクエリオンEVOL形態では、下半身を構成し、アクエリオンスパーダ形態では背を構成する。
ベクター シロン (VECTOR Y)
アクエリオンスパーダでヘッドを構成する機体。
ベクタールナやベクターデルタとは大きく異なった、双胴型でなくスリムなロケット型に変更されている。
アクエリオンEVOL形態では、翼を構成する。特徴的な形状の翼は、非展開時は背から切り離されサイドアーマーとして両腰に接続される。アクエリオンゲパルト形態では、足底を除く下半身を構成する。

#### アクエリオン
本作に登場する巨大人型ロボット。前作のアクエリオン同様、「ベクターマシン」と呼ばれる3機の異なる形状の戦闘機が「合体」することにより異なった形態を取ることができる。前作の強攻型アクエリオンをベースに開発された量産タイプの機体である。
各形態のイメージカラーがベクターマシン状態では一部が装甲裏面に隠されるギミックは継承されているが、ベクターマシンと各形態が同一のカラーイメージであった前作とは異なり、ベクターマシン状態ではロービジに統一されているといった工夫が凝らされている。
合体コードは状況により様々で、ヘッドを務めるパイロットが状況に応じたコード名をつけることが大半である（例えば「創聖合体」・「誠心合体」など）が、最後が「GO! アクエリオン!」である点は共通する。
前作と同様に、搭乗するエレメント候補生一人ひとりの能力やその組み合わせ、心身のコンディションや置かれた状況に応じて様々な能力を発揮する。合体直前に3機のベクターマシンが三角形の編隊を組んで飛行すること、搭乗するエレメントたちが合体の際に一時的な恍惚状態に陥ること、合体中のエレメントたちが感覚を共有することも前作と同様である。
アクエリオンEVOL（AQUARION EVOL）
（上半身：ゼド 下半身：イクス バックパック：シロン）
前作のソーラーアクエリオンの位置付けとなる形態であり、各形態の中では主役と呼べるポジション。顔つきも似通っているが頭部に二本の角（光学兵器の発射管を兼ねる）があるのが特徴。主な必殺技も前作と同じく無限拳（ムゲンパンチ）。
封印された形態であったが、危機により強制合体解除されたアクエリアのベクター・ゼドにアマタが乗り込むことで覚醒。主にアマタがヘッドを務める。
背面には『ソーラーウィング』と呼ばれる翼が折りたたまれており、そこからさまざまなエネルギー波を放つ能力を持つ。
一部媒体ではアクエリオンエヴォルと表記される。
アクエリオンゲパルト（AQUARION GEPARD）
（上半身：イクス 下半身：シロン バックパック：ゼド）
ベクターイクスをヘッドに構成した形態。
火器を主武装としていた前作の強攻型アクエリオンの特徴を色濃く受け継ぐ形態であり酷似している。マシンガンと両肩から出現するミサイルポットを武器にしている重武装型。
また3形態中最も防御力があり、パイロットへの負担も少なく、万人の使用に適しているため、アクエリアではこの形態が使用されていた。
主な必殺技はカイエンの「倍々増殖誘導弾」など。
四脚になり砲撃に特化した強行型のアーマゲドン形態も登場している。
アクエリオンスパーダ（AQUARION SPADA）
（上半身：シロン 下半身：ゼド バックパック：イクス）
ベクターシロンをヘッドに構成した形態。前作のアクエリオンマーズの星空剣に酷似した剣を武器として戦う高速機動戦闘を得意とするが、搭乗したエレメントによっては格闘戦もこなす。
武器の剣はエネルギーを完体化した物で、鞭のように使うことも可能。同じく左腕の巨大な盾も弓へと変形させられる。
封印された形態であったが、ベクターシロンにシュレードが乗り込むことで覚醒した。主にシュレードがヘッドを務める。
主な必殺技はシュレードの「月下葬送曲（ムーンライトレクイエム）」「月下狂詩曲（ムーンライトラプソディ）」など。
アクエリオンゲパーダ（AQUARION GEPADA）
（上半身：シロン 下半身：ゼド バックパック：イクス）
シュレードの魂の力を借りて、最終決戦時にカイエンが覚醒させた形態。合体パターンはスパーダの場合と同様だが、バックパックのベクターイクスがゲパルトの頭部と両腕として機能する（すなわち合計2つの頭部と4本の腕を持つ）。
必殺技は「奏聖葬送曲（ソウセイノレクイエム）」。

### アルテア界の兵器
幾何学的で生物的な意匠のケルビムとは明らかに異なり、作りの一つ一つが機械的。機体表面には翼をあしらった紋様が刻まれている。操縦はトラックボール状のコントローラーで行われ、操縦席は金色のリングに囲まれている。また、重力制御システムまたはスラスターを搭載しているため単独での飛行が可能（アクエリオンが飛行するにはベクターへの分離・またはアマタのエレメント能力を必要とする）。前作のケルビムがそうであったようにネオ・ディーバ側の呼称は「アブダクター」で統一されている。これに対しアルテア側においては、人型アブダクターを「グニス」と総称している。
アブダクター
アルテア界から送り込まれてくる攻撃機。特定の人物が搭乗/遠隔操作する専用機と量産機がある。
量産機：
ロー・グニス
本体の上部から4本の脚が放射対称形に伸びるクモのような姿で、カーキ色のカラーリングを施されている。普段は自動操縦により自律行動するが、コックピットは備えられており有人操縦も可能である。また、有人機から多数の無人機を同時制御することも可能で、連携や組織的戦術を取らせることも可能である。スラスターは装備していない。街の破壊や人間の誘拐といった用途毎に複数の型式があり、劇中では誘拐タイプ・戦闘タイプ・哨戒/拘束タイプが確認されている。
- 誘拐タイプ - 球形に近い本体側面に翼形の紋様を持ち、誘拐時には対象をスキャンし、触手を伸ばしゲル状の先端部に人間を取り込む。
- 戦闘タイプ - 本体下部に大型のビーム砲一基を装備し、場合によっては2機が合体して大出力のビームを発射する。
- 哨戒/拘束タイプ - 本体下部に青色の発光部を持ち、飛行中に高速で回転しながら敵機に激突してダメージを与えることや、発光部から白いワイヤーを出して敵機を拘束し、ワイヤーを経由して電撃を放って行動不能にすることができる。

自動砲台の砲撃程度では撃破されないが、アクエリア/ゲパルトの携行マシンガンの弾丸が数発命中すると撃破される。
誘拐タイプや哨戒/拘束タイプも、自動砲台や建物を破壊する程度の攻撃能力を持つ。
コモン・グニス
カーキ色を基調としたカラーリングを施されている。武装は携行火器（マシンガンやビームガン）と両肩に装備したミサイルポッド。遠隔操作（別の場所でインターフェースに腕を差し込むと、コックピット内に腕状のユニットが現れ、コントローラーを操作する）する場合もパイロットが直接搭乗して操縦する場合もある。
両肩背面にU字型の飛行用スラスター2基を装備しており、これらのノズルを塞がれると飛行不能となる。
専用機：
ミスラ・グニス
新型の人型アブダクター。試作機をカグラが持ち出し、搭乗して使用。赤を基調としたカラーリングを施されており、翼形の紋様は襟元にある。頭部には蛾の触角に似た角をもち、斧型の携行武器を使う。斧型の武器は光線兵器（銃）やエネルギー嵐を起こすための誘導体としても機能する。両肩背面にU字型の飛行用スラスターを2基、その外側にU字型の「機動ウィング」を片側あたり3基ずつ装備し、これらによってアクエリア2機を圧倒するほどの高い機動性を発揮する。「機動ウィング」は射出可能で、敵機に突撃または拘束して電撃を放って行動不能にすることもできる。また、コモン・グニスとはパーツの互換性があるようで、劇中ではコモン・グニスからパーツを奪い取って、破損していた自らの脚部パーツを補う描写も見られる（ただし、奪った腕パーツを自身の失った脚部に強引に装着するという荒業であった）。
2足歩行形態と4足歩行形態を使い分ける。4足形態時は翼ある獅子といった形で、武器を尻に装着して尻尾のようにし、先から光線砲を放つ。
ラディウス・グニス
人型アブダクター。ジンが使用。上半身は黄色、下半身は赤褐色を基調としたカラーリング。本体に兵装を追加・変更することにより、採取したデータを次回の戦闘に反映させるスタイルをとっている。両肩背面にU字型の飛行用スラスター2基を装備している。頭部は左右非対称で、左側にのみ円形で大型の目に相当する構造が見られる（「#隻眼の巨人」参照）。コモン・グニスと同様に無人での次元間遠隔操縦も可能であり、二度目の遭遇では遠隔操縦にて交戦した。一度目の戦闘では両手に携行した連射型光学兵器で自衛・遠距離攻撃を行いつつ、遠距離から多数のロー・グニスを指揮した。二度目の戦闘では極めて正確な狙撃が可能な機体となっており、右手に保持したライフルは射撃誤差が僅かに0.0003しかなく、大気の影響をまともに受ける光学兵器としては実現不可能なほど小さい（不動のセリフによれば千里先のコインを見据え正確に貫き通す）。さらに光線を反射する球体を放ち、標的に対しあらゆる方向からの攻撃を可能としている。また、スラスターの左右に実体弾を放つポッドが追加された。
ラディウス・グニス重装甲型
三度目の戦闘でジンが自ら乗り込んだラディウス・グニスの改修機。二度目の戦闘でアクエリオンが示した光学透過能力に対応するべく、実体弾を中心とした武装に変更した上で、無限拳に耐えられるほどの装甲を施している。また、アクエリオンに搭乗するエレメントへのダメージを企図し、実体弾の一部としてインフィルト弾（衝撃波をアクエリオンの固有振動数と共鳴させることで、アクエリオン自体ではなく内部にダメージを与える機能を持つ）を装備した。
アフラ・グニス
人型アブダクター。イズモが搭乗して使用。白を基調としたカラーリングを施されている。翼形の紋様は背面にある。片側3本ずつの細長いサイドアーマーが両肩から垂れ下がるように装備されており、これを用いて火器による攻撃を受け止めた上で、受けた攻撃を2倍の威力にしてそのまま返すことを基本的な戦術とする。また、格闘戦においても、ゲパルトを圧倒するだけの力やEVOLの無限拳を片手で受け止めるだけの耐久性を有する。さらに、必殺技超捻転を受けても全くダメージを被らないだけの強靭な装甲をも有する。独自の武装として、アイアンシーで生産されたエネルギーを集約し撃ち出す「母星総力戦砲（ALTAIR CANNON）」を持ち、これを全力発射した場合には神話型アクエリオンの合体を崩すだけの威力を発揮する。
ミクシィ・グニス
人型アブダクター。男性化し記憶を操作されたMIXYが搭乗して使用。オレンジ色を基調としたカラーリングを施されている。両肩背面にU字型の飛行用スラスターを2基装備し、武装としてマシンガンまたはライフルを携行する。また、武装プログラムがMIXY向けに仕様変更されており、男性化する以前から有していたエレメント能力空間補填を遺憾なく発揮することが可能。
ケルビム兵
第17話でミカゲが送り込んだ人型アブダクター。「ケルビム兵」の名称自体は劇中では用いられていないが、形態（ケルビム・リュンヌに酷似）、俊敏な動きや両手のツメを武器とする基本戦術は前作に登場したケルビム兵全般と共通する。色彩は水色がかっており、ツメを用いた攻撃に加えて氷雪を浴びせることによる攻撃も行う。自律稼動しているのかミカゲが遠隔操作しているのかは劇中で描写されていない。
ケルビム・ヴェルルゼバ
第21話でミカゲが送り込んだ人型アブダクター。形態（手足が極端に長い人型）、カラーリング（漆黒の地色に紫と白の模様を持つ）、俊敏な動きや両手の剣を武器に戦う基本戦術は前作に登場したものと共通する。ミカゲの遠隔操作により稼動している。地中から現れた神話型アクエリオンを抱え込んでアルテアへと持ち去った。

### その他の兵器

#### 神話型アクエリオン
24000年前にはアポロニアスとセリアンが乗り込み堕天翅族と戦い、12000年前には創聖合体（#用語集参照）を行い世界を救った「創聖の機械天使」。
その存在は物語当初から神話として世界の人々に認知されていた。記憶を取り戻したアマタとカグラの争いに心を痛めるミコノの涙に呼応するかのように、アマタの故郷であるネオクーロンの地中から黄金色に輝いた状態で姿を現した。ケルビム・ヴェルルゼバによってアルテアへ持ち去られ、ゼシカの肉体を支配したミカゲ、ミコノ、アポロの魂を受け継いだカグラの3人が搭乗することにより起動した。各搭乗機は、カグラがベクターソル、ミコノがベクタールナ、ミカゲ（ゼシカ）がベクターマーズとなっている。コックピット内は長年、土の中にあったせいか、サビ付きがかなり目立つ。
ソーラーアクエリオン
本作では主に基本形態である「ソーラーアクエリオン」状態で登場。主な必殺技は前作と同じく「創聖無限拳（ムゲンパンチ）」。
エンシェントAQ（ANCIENT AQUARION）
アフラ・グニスの放った「母星総力戦砲」の威力により合体を崩されたベクター機が、アイアンシーからのエネルギーを吸収しながら再び合体した姿。形状はソーラーアクエリオンに、色彩はケルビム・ヴェルルゼバに各々酷似。搭乗するエレメント3名は替わっていないが、ミコノは気を失い、カグラはミカゲに心を操作された状態で合体したため、事実上ミカゲ一人の思うがままに稼動する。ミカゲ曰く「天使が操る本来の姿」であり、アポロニアスが3機に分割する前の「元々のアクエリオンの姿」に戻っている。
主な必殺技は「神来無限拳」。
アクエリオンLOVE（AQUARION LOVE）
最終話にて、アマタの搭乗するベクターゼドが、アマタとミコノの愛の力によりエンシェントAQと溶け合うように合体してアクエリオンLOVEとなった。アクエリオンLOVEの涙は、ミカゲの力により焼き尽くされようとしていたヴェーガとアルテアの大地を潤し、世界の破滅を救った。

## 用語集

### アクエリオン&ネオ・ディーバ関連
アクエリオン / アクエリア
本作でネオ・ディーバが使う機械天使。
物語当初、“ アクエリオン ”の名は「禁じられた名」として扱われ「アクエリア」と変名されており、真の名について知っているのは、学園長とドナールの二人のみであった。アクエリアが禁じられた合体を行いアクエリオンEVOLが覚醒してからは、ネオ・ディーバの全員が真の名である「アクエリオン」と呼んでいる。
アルテア側からは機械天使と呼ばれ、本来の名称は知られていなかった。ジンが聖天使学園に潜入し真の名がもたらされてからはアルテアでもそう呼ばれ始めている。
ソーラーアクエリオン
神話型アクエリオン。詳しくは#登場メカニック>その他を参照。
ネオ・ディーバ
アブダクターに対抗するための特殊機関。正式名称は「世界防衛機構ネオ・ディーバ」。
司令室は司令官席を中心に、男女が左右に分かれる配置となっており、それぞれの席が“生命の樹”を模した配列となっている。
聖天使学園
ネオ・ディーバが設立したエレメント育成学校。下部組織としてエレメントの養成所が世界各地にあり、生徒の中にはここを経て入学する者もいる。
大聖堂には1万2千年前に「太陽の翼」となり地球を救った神話型アクエリオン（ソーラーアクエリオン）を象った像が太陽剣を突き立てたケルビムを踏みつけており、その正面に自由の女神像のように翅を掲げるシルフィの石像がある。
男女共学の全寮制が採られているが物語開始前から恋愛禁止・男女間合体禁止の絶対ルールが存在するために「ベルリン」と呼ばれる壁で分断し生徒の異性間交流を隔離していた。第4話でアクエリオンEVOLが無限拳を発動した際、勢い余って拳がベルリンにヒットし壁は崩壊。以後、後述する「アクエリオンを暴走させずに使うための方法」を模索するための一環として、男女共学授業が行われるようになっている。
エレメント
アクエリア / アクエリオンを操縦するために選ばれた、特殊能力に目覚めた者たち。またその能力をエレメント能力と言う。この能力がないとベクターマシンに搭乗することも合体することもできない。基本的に年若い者ほどエレメント能力を発現しやすいとされていることから、ネオ・ディーバが聖天使学園を併設し、学生たちを養成する根拠となった。なお、エレメント能力保有はヴェーガ（地球）の人々に限ったことではなく、ジンを始めとした幾人かのアルテア人の能力保有が確認されている。
男女間合体禁止
男女機合体禁止とも言う。本作の世界では、男女同士がベクターマシンで合体することが禁忌とされている。これはドナールによると、「神の道具（であるアクエリオン）を人が使いこなすことはできない」ためであり、またクレアによると「アポロンとシルフィの互いを求め合う心が強すぎるため、搭乗する男女のエレメントが恋愛関係に至ると暴走の危険が高まる」ためだという（ドナールは物語開始の9年前、男女間合体を行った際「アクエリオンの惨劇」を経験している）。
しかしアクエリオンEVOL復活と時を同じくしてアルテアの侵略行為がその激しさを増したため、ネオ・ディーバはこの掟をあえて破り、アクエリオンを暴走させずに使う方法を探っている。前述の「聖天使学園男女共学化」もその一環。
恋愛禁止
不動・ZENがネオ・ディーバに真の姿で復帰した際、聖天使学園生徒たちの前に超巨大な掛け軸を展開して言い放った、学園の絶対ルール。元々、聖天使学園に存在していたルールであったが、アマタがアクエリオンEVOLを復活させて以降、クレアが主張した「アクエリオンは『恋』が『恋愛』にレベルアップする寸前に最も凄まじい力を発揮する」という説をZENが授業に採り入れたことにより、微妙に意味が変わって運用されている。なお聖天使学園の外の一般的な世界では恋愛は禁止されていない。
グイゼ・ストーン
アクエリアの男女機合体を封じるべく、ベクター機に組み込まれていた紫色の結晶体のような合体防止装置。アマタが創聖合体を唱えてアクエリオンEVOLを覚醒させた際に、強制的に男女合体が発動され、これに伴ってグイゼ・ストーンは粉々に砕け散った。
創聖合体
かつて、創聖の機械天使たる神話型アクエリオンが行ったとされる究極の合体。この合体により滅亡の危機に瀕していた人類と世界は救われたとされている。本作の時代では前述の通り神話化している。
なお、アマタがアクエリオンEVOLを合体させる際にも「創聖合体」と唱える場合があるが、これは合体に際しての掛け声（合体コード）であり、上記の「創聖合体」とは意味が異なる。

### アルテア界関連
アルテア界
アマタたちの世界から見た「異世界」。元々はヴェーガ（後述）と一体の「地球」であったものが、1万2千年前に「生命の樹」が枯れたことをきっかけとして、互いに並行宇宙・異次元に存在する別々の惑星へと分かれていった関係にある。赤い惑星で、汚染により大気は赤黒くくすんでおり、機械化された鉄骨の町並みが並ぶ世界。ある時期から女子が生まれなくなり、その後原因不明の病によって全ての女性が死に絶え、星に残されたのは男性だけになったことで滅亡の危機に瀕している。次元ゲートを通して異世界であるヴェーガ（地球）への侵攻を行っている。
ヴェーガ侵攻の目的は、ヴェーガを侵略することではなく、次元ゲートを通過でき、かつアルテア界における次世代を生み出し種を存続するための最強のレア・イグラー（真実のイヴ）を確保することである。少なくともコンピューター・情報テクノロジーに関してはヴェーガより遥かに進歩しており、ジン曰く「ヴェーガの管理システムは幼稚」とのこと。
レア・イグラーの探索のためのヴェーガへの侵攻はアイアンシー（後述）の貴重なエネルギーを使って行われているため、市民生活のレベル維持は限界に近く、大規模な暴動の勃発が懸念される事態に至っている。戦意発揚のためにしばしばアリシアが利用されている。
ミカゲの画策による、ベクター・ゼドに搭乗したアマタとベクター・ソルに搭乗したカグラの格闘に呼応するかのように、次元の隔たりを超えてヴェーガと互いに接近を始めた。最終決戦の後のアルテアの状況については劇中の描写がない。
語源はわし座α星（Altair）で、レア・イグラーすなわち女性を略奪するためのヴェーガへの侵攻という基本設定は七夕伝説を下敷きとしている。
ヴェーガ
アルテア界側から見たアマタたちの暮らす世界（地球）。現在の地球と異なり、地球‐月間の軌道上に多数の岩塊が浮遊して土星のように環を形成しており、地上から肉眼で目視できる。特に大きな岩塊は運命の三ツ星と呼ばれている。物語の終盤、アルテアと互いに接近を始めた（前項参照）。復讐心に燃えるミカゲにより地表を焼き尽くされる寸前にまで至ったが、アクエリオンLOVEの涙により救われた。
語源はこと座α星（Vega）で、七夕伝説を下敷きとしている点は前項「アルテア」の場合と同じ。
次元ゲート
アルテア界とヴェーガを繋ぐ「次元航路」の出入り口で、アルテア界側にリング状の機械らしき装置があり、ゲートが発生すると地球側に堕天翅族の使っていたものと似た紋様が浮かび上がって、そこから行き来が可能となる。次元を超越するミカゲの能力を研究することにより、アルテア側において開発された。真実のイヴ候補として採取された地球側の人間（女性）が通過すると、時空転移の影響を受けて全て死亡または変質（後述）をきたしている。アルテア界の人間にも影響があるためか、アルテア側からの侵攻には通常は自律型のアブダクターか次元間遠隔操作が用いられており、人員が直接ヴェーガ（地球）に向かうケースは稀である。また、次元ゲートの起動自体も膨大なエネルギーを必要とするため、大規模な侵攻や移住は不可能で、一度にゲートを通過できるのは数名までとされている。
レア・イグラー
アルテアの生物学的環境への適応力・耐性を有するヴェーガの女性（イグラー）を指し、アルテアにとってヴェーガ侵略の目的である。アルテア界では女性が全滅しており、子孫を残すためにヴェーガから幾度となくレア・イグラーを採取しているが、すべて次元ゲートの通過の過程で死亡または変質し本来の機能を失っている。これを受けてアルテア側では、レア・イグラーはエレメント能力を持つ女性とほぼ同義であると認識を変化させ、当初は女性を手当たり次第連れ去る方法をとっていたものを、物語の進展に従って、狙いを女性エレメントへと限定するようになった。
アイアンシー
イズモの母、オリザ・カムロギが提唱したエネルギー生産システム。元々はアルテアに繁栄と平安をもたらすことを目的として造られたもので、次元ゲートを起動し次元航路を開くためには本システムからのエネルギー供給が必要。次元ゲートを頻繁に起動して膨大なエネルギー消費を繰り返し、システムに過大な負荷をかけたことなどが原因で、出力低下・制御系のエラー・頻繁な爆発などを起こし、不安定化している。本システムはアルテアの大地からエネルギーを取り出すシステムであるため、「女性的な存在の象徴」とされる大地から母なる力を奪う本システムの存在/稼動は、次項に記す「イヴの呪い」の原因であると解される。
イヴの呪い
ヴェーガから次元ゲートを通ってアルテアに来た女性が、死亡または長く居続けると変質（身体的・精神的に男性化すること）してしまう現象。「レア・イグラー（前述）」ならばこの現象から免れ「真実のイヴ」となり得るのではないかと考えられてきたが、少なくともエレメント能力を持つMIX、ユノハ、ゼシカについては、進行する男性化から免れることはできなかった。
TV版では最終決戦の後にイヴの呪いの処遇に対する明確な劇中描写はないが（最終回の後日談でMIXの胸部など戻っている姿は確認できる）、小説版ではアルテア界・地球共に被害者の肉体が徐々に元に戻りつつあることが明言されている。

### その他
ネオクーロン
ネオ・ディーバからほど近い、海を挟んだ対岸にある多くの人々が暮らす大都市。クーロン島やクーロンタワーなどがある。基本モチーフは香港だが、ゴンドラ船が行き交うなど水の都ヴェネチアを彷彿とさせる点も随所に見られる。
輪型の巨大な発光サインボードが、主として高い塔の頂部に多数設置されている。サインボードは平時には水色に輝き、サミュエル・ウルマンの詩の冒頭の数節が表示されたりしているが、非常時には聖天使学園に設置されているボードの発色が赤色に変わり「EMERGENCY」と表示される。
自動砲台が多数配備され、アブダクターの迎撃に用いられているが、必ずしも有効な迎撃手段となってはいない。
アクエリアの舞う空
1万2千年前の人類と堕天翅族との戦いを描いた映画。長い時間の経過により歴史の伝承に微妙な誤差が生じており、アポロはアポロン、シルヴィアはシルフィと呼ばれている。創聖合体のシーンは前作で地球をつなぎ合わせたそのままだが、アポロンとシルフィのやり取りはアポロニアスとセリアンのやり取りに近い内容になっている。また、アポロンとシルフィ以外の人物は、描写された範囲内では登場しない。作品の評判は芳しくなく、主演女優アリシアの歌う映画の主題歌だけが高い評価を受けたという。
喪服の結婚式
カイエンの観た未来視。赤黒い不気味な空の下、卒塔婆のように立つ柄の先に三角形のついたシンボル（現実社会の十字架に相当）と、真っ黒なローブを纏った葬列。黒いウェディングドレスを着たミコノらしき花嫁と黒いタキシードの左胸に黒い羽根をつけたカグラらしき花婿が並ぶというもの。
物語の進行にともなって前後の場面が再現される。誓いのキスを交わした後のミコノが精気を吸い取られたかのように消滅してしまう場面や、結婚式の舞台がゴンドラ船の行き交う場所であることなどが暗示されている。
隻眼の巨人
カイエンの観た未来視。隻眼の巨人のイメージのビジョンが見えたのみで、それが何を意味するかは明らかでない。ラディウス・グニスのパイロットが消息不明であった状況下で、この未来視を見た直後にジンが転校してきたため、カイエンは「隻眼の巨人はラディウス・グニスを指し、転入生のジンはそのパイロットではないか」と疑っていた。
双星の書
アルテアとヴェーガの（すなわち地球の）2万4千年前から本作における現在までの歴史が記された本。2万4千年前のアポロニアス・セリアン・トーマ・ポロンの物語や、1万2千年前のアポロ・シルヴィア・シリウス・頭翅の物語が記されている。第23話において存在が明かされ、不動とクレアからエレメント候補生たちに内容が説明された。現在以降のページは空白で、新たな歴史が生まれる毎に「流された血をインク代わりに」綴られていく。
前作ではアポロニアスはスコルピオスの裏切りにより命を落としたと伝承で伝えられているが、本作では双星の書においてそれについて言及されていることを示す劇中描写はない。

## スタッフ
- 原作 - 河森正治[1]、サテライト[1]
- 総監督 - 河森正治[1]
- 監督 - 山本裕介[1]
- シリーズ構成 - 岡田麿里[1]
- キャラクター原案 - 倉花千夏[1]、石田可奈[1]
- キャラクターデザイン・総作画監督 - 石田可奈[1]、丸藤広貴[1]
- アクエリオンデザイン - 河森正治[1]
- コンセプトデザイン - ロマン・トマ[1]
- メカニックデザイン - ブリュネ・スタニスラス[1]、高倉武史[1]
- モニタグラフィックデザイン - 笹倉逸郎[1]
- メカニカルアート - 天神英貴[1]
- 美術監督 - 吉原俊一郎[1]
- 編集 - 定松剛
- CGプロデューサー - 橋本トミサブロウ[1]
- CGIディレクター - 原田丈[1]
- 撮影監督 - 岩崎敦[1]
- 色彩設計 - 中山久美子
- 音楽 - 菅野よう子[1]、大塚彩子[1]
- 音楽プロデューサー - 佐々木史朗
- 音響監督 - 三間雅文[1]
- アニメーションプロデューサー - 葛西励、高橋なおみ
- プロデューサー - 伊藤誠、細川修、吉田健太郎、射場周作、国崎久徳、岩崎篤史
- アニメーション制作 - サテライト×エイトビット[1]
- 製作 - Project AQUARION EVOL[1]（メディアファクトリー、博報堂DYメディアパートナーズ、東北新社、バンダイ、バンダイナムコゲームス、サテライト、オーバーラップ）

## 主題歌
オープニングテーマ
『君の神話〜アクエリオン第二章』（第3話 - 第13話、第15話）
作詞 - Gabriela Robin / 作・編曲 - 菅野よう子
歌 - AKINO with bless4
第1話+第2話・第26話ではOPがない代わりに挿入歌として使用され、第3話・第7話・第9話ではOPと挿入歌で使用された。第14話はOPがないため未使用。
『パラドキシカルZOO』（第16話 - 第22話、第25話）
作詞 - Gabriela Robin、岩里祐穂 / 作・編曲 - 菅野よう子
歌 - AKINO with bless4
第20話・第21話・第25話ではOPと挿入歌で使用された。第23話・第24話・第26話はOPがないため未使用。

エンディングテーマ
『月光シンフォニア』（第1話 - 第14話、第23話）
作詞 - Gabriela Robin / 作・編曲 - 菅野よう子
歌 - AKINO & AIKI from bless4
第10話・第23話では2番の歌詞が流れ、第24話では挿入歌として使用された。
『ユノハノモリ』（第15話 - 第22話、第25話）
作詞 - Gabriela Robin、新居昭乃 / 作・編曲 - 菅野よう子
歌 - ユノハ・スルール（小倉唯）

挿入歌
「イヴの断片」（第4話、第6話、第11話、第17話）
作詞 - Gabriela Robin / 作・編曲 - 菅野よう子
歌 - AKINO from bless4
「Chance To Shine」（第7話）
作詞 - 岩里祐穂、菅野よう子 / 作・編曲 - 菅野よう子
歌 - AKINO from bless4
※歌詞のみ使用。
「Go Tight!」（第8話）
作詞 - 岩里祐穂 / 作・編曲 - 菅野よう子
歌 - AKINO from bless4
「プライド〜嘆きの旅」（第10話、第18話、第24話）
作詞 - 岩里祐穂 / 作・編曲 - 菅野よう子
歌 - AKINO from bless4
「アクエリア舞う空」（第12話、第15話、第19話）
作詞 - Gabriela Robin / 作・編曲 - 菅野よう子
歌 - The Member of LSOT
※第24話ではエンディングテーマとして使用された。
「荒野のヒース」（第13話）
作詞 - 岩里祐穂 / 作・編曲 - 菅野よう子
歌 - AKINO from bless4
「Genesis of Aquarion」（第14話、第26話）
作詞 - 岩里祐穂 / 作・編曲 - 菅野よう子 / 英語詞 - bless4
歌 - AKINO from bless4
「創聖のアクエリオン」（第16話）
作詞 - 岩里祐穂 / 作・編曲 - 菅野よう子
歌 - AKINO from bless4
「ニケ15歳」（第22話）
作詞 - 岩里祐穂 / 作・編曲 - 菅野よう子
歌 - AKINO from bless4
「聖天使学園校歌」（第1話、第14話、第22話）
作詞 - 岡田麿里、Gabriela Robin / 作・編曲 - 菅野よう子
歌 - The Little Singers of Tokyo
※第14話ではオルガン演奏のみが使用された。
「ZERO ゼロ」（第26話）
作詞 - 岩里祐穂、Gabriela Robin / 作・編曲 - 菅野よう子
歌 - AKINO from bless4
「Genesis of LOVE〜愛の起源」（LOVE@NewDimension収録）
作詞 - 岩里祐穂 / 作・編曲 - 菅野よう子
歌 - AKINO with bless4
※『創聖のアクエリオン』EVOL版New Ver.

## 各話リスト
| 話数   | サブタイトル               | 脚本     | 絵コンテ          | 演出       | 作画監督                                           | 総作画監督                   | 放送日        |
| ------ | -------------------------- | -------- | ----------------- | ---------- | -------------------------------------------------- | ---------------------------- | ------------- |
| 第1話  | 終末（おわり）を抱いた神話 | 岡田麿里 | 河森正治 山本裕介 | 米田和博   | 米澤優                                             | 石田可奈                     | 2012年1月8日  |
| 第2話  | 禁じられた合体             | 岡田麿里 | 河森正治 山本裕介 | 大川原保豪 | 小峰正頼、丸藤広貴                                 | 丸藤広貴                     | 2012年1月8日  |
| 第3話  | トキメキ指数☆急上昇        | 岡田麿里 | 米田和博          | 米田和博   | 吉川真帆                                           | 石田可奈                     | 2012年1月15日 |
| 第4話  | 壁〜CONQUER ONESELF〜      | 岡田麿里 | 菊地康仁          | 吉沢俊一   | 丸藤広貴、町田真一                                 | 丸藤広貴                     | 2012年1月22日 |
| 第5話  | 恋愛禁止令                 | 岡田麿里 | 山本裕介          | 浅見松雄   | 後藤望                                             | 石田可奈                     | 2012年1月29日 |
| 第6話  | 生命のアジタート           | 岡田麿里 | 藤川太            | 大野和寿   | 丸藤広貴、山門郁夫                                 | 丸藤広貴                     | 2012年2月5日  |
| 第7話  | 真夜中の少女               | 山口宏   | 米田和博          | 米田和博   | 小泉初栄、山門郁夫                                 | 石田可奈                     | 2012年2月12日 |
| 第8話  | さらけだせ                 | 横谷昌宏 | 大野和寿 菊地康仁 | 博史池畠   | 酒井孝裕、横松雄馬 小菅洋                          | 丸藤広貴                     | 2012年2月19日 |
| 第9話  | 男と女のアナグラム         | 大西信介 | 吉沢俊一          | 吉沢俊一   | 米澤優                                             | 石田可奈                     | 2012年2月26日 |
| 第10話 | 隻眼の転校生               | 大西信介 | 阿保孝雄          | 阿保孝雄   | 三好和也                                           | 丸藤広貴                     | 2012年3月4日  |
| 第11話 | 野性の召命                 | 岡田麿里 | 大川原保豪        | 大川原保豪 | 佐藤寿子                                           | 丸藤広貴                     | 2012年3月11日 |
| 第12話 | アクエリアの舞う空         | 横谷昌宏 | 笹木信作          | 楠本巨樹   | 後藤望、住本悦子                                   | 石田可奈                     | 2012年3月18日 |
| 第13話 | 堕ちた巨人                 | 山口宏   | 河森正治          | 米田和博   | 吉川真帆                                           | 石田可奈                     | 2012年3月25日 |
| 第14話 | 個の先                     | 岡田麿里 | 安田賢司 河森正治 | 大野和寿   | 丸藤広貴、山田歩 梅村朋未、米澤優 関口雅浩、今岡大 | 丸藤広貴                     | 2012年4月1日  |
| 第15話 | 愛の獣たち                 | 大西信介 | 高橋裕一          | 高橋裕一   | 高橋裕一、入江篤                                   | 石田可奈                     | 2012年4月8日  |
| 第16話 | 魂の告白                   | 山口宏   | 安田賢司          | 羽多野浩平 | 福世孝明                                           | 丸藤広貴                     | 2012年4月15日 |
| 第17話 | 湧きあがれ、いのち         | 横谷昌宏 | 誌村宏明          | 阿部雅司   | 三好和也、畑智司                                   | 石田可奈 千羽由利子          | 2012年4月22日 |
| 第18話 | レア・イグラー             | 大西信介 | 安田賢司          | 中山敦史   | 阿部智之                                           | 丸藤広貴                     | 2012年4月29日 |
| 第19話 | はじめての再会             | 岡田麿里 | 米田和博          | 米田和博   | 米澤優                                             | 石田可奈                     | 2012年5月6日  |
| 第20話 | MI・XY                     | 山口宏   | 菊地康仁          | 吉沢俊一   | 半澤淳、関口雅浩                                   | 丸藤広貴                     | 2012年5月13日 |
| 第21話 | 接吻                       | 横谷昌宏 | 阿保孝雄          | 阿保孝雄   | 吉川真帆                                           | 石田可奈                     | 2012年5月20日 |
| 第22話 | 復活の翼                   | 横谷昌宏 | 安田賢司          | 浅見松雄   | 入江篤、梅村朋未                                   | 丸藤広貴                     | 2012年5月27日 |
| 第23話 | 神話センリツ               | 山口宏   | 佐藤英一          | 中山敦史   | 阿部智之                                           | 石田可奈 千羽由利子          | 2012年6月3日  |
| 第24話 | EPHEMERA                   | 大西信介 | 津田尚克 山本裕介 | 羽多野浩平 | 福世孝明                                           | 丸藤広貴                     | 2012年6月10日 |
| 第25話 | アダムの断片               | 岡田麿里 | 大川原保豪        | 大川原保豪 | 小峰正頼、佐藤寿子                                 | 丸藤広貴 石田可奈 千羽由利子 | 2012年6月17日 |
| 第26話 | LOVE                       | 岡田麿里 | 河森正治 山本裕介 | 米田和博   | 石田可奈、丸藤広貴                                 | -                            | 2012年6月24日 |

## 放送局・ネット配信サイト
| 放送地域       | 放送局             | 放送期間                      | 放送日時                     | 放送系列           | 備考                                  |
| -------------- | ------------------ | ----------------------------- | ---------------------------- | ------------------ | ------------------------------------- |
| 関東広域圏     | テレビ東京         | 2012年1月9日 - 6月25日        | 月曜 1:35 - 2:05（日曜深夜） | テレビ東京系列     | [ 注 8 ]                              |
| 大阪府         | テレビ大阪         | 2012年1月10日 - 6月26日       | 火曜 1:10 - 1:40（月曜深夜） | テレビ東京系列     | [ 注 8 ]                              |
| 福岡県         | TVQ九州放送        | 2012年1月10日 - 6月26日       | 火曜 2:23 - 2:53（月曜深夜） | テレビ東京系列     | [ 注 8 ]                              |
| 北海道         | テレビ北海道       | 2012年1月13日 - 6月29日       | 金曜 2:30 - 3:00（木曜深夜） | テレビ東京系列     | [ 注 8 ]                              |
| 愛知県         | テレビ愛知         | 2012年1月14日 - 6月30日       | 土曜 2:30 - 3:00（金曜深夜） | テレビ東京系列     | [ 注 8 ]                              |
| 岡山県・香川県 | テレビせとうち     | 2012年1月15日 - 7月1日        | 日曜 2:35 - 3:05（土曜深夜） | テレビ東京系列     | [ 注 8 ]                              |
| 日本全域       | ファミリー劇場     | 2012年1月15日 - 7月1日        | 日曜 18:30 - 19:00           | CS放送             | リピート放送あり                      |
| 日本全域       | ニコニコチャンネル | 2012年1月17日 - 7月3日        | 火曜 0:00 更新（月曜深夜）   | インターネット配信 | 最新話1週間無料                       |
| 日本全域       | バンダイチャンネル | 2012年1月30日 - 7月16日       | 月曜 12:00 更新              | インターネット配信 |                                       |
| 日本全域       | AT-X               | 2013年12月16日 - 2014年6月9日 | 月曜 23:30 - 火曜 0:00       | CS放送             | リピート放送あり 第1話と第2話はセル版 |

- 第1話と第2話はテレビ東京での本放送「終末（おわり）を抱いた神話的禁じられた合体スペシャル」に合わせ、ニコニコ生放送でも同時配信された。

## 事前特番
〜禁じられた新春合体SP〜 アクエリオンEVOLの穴
2012年1月2日26:00 - 26:30にテレビ東京で放送された事前特番。「アクエリオン好きの芸能人」ということで、山田ルイ53世（髭男爵）・田名部生来（AKB48）・吉木りさ・ワッキー（ペナルティ）が前作『創聖のアクエリオン』の紹介を行った。司会はヒデ（ペナルティ）。特別ゲストとして河森正治が招かれている。なお、初回60分SPの次回予告終了後には、この特番に関連して山田ルイ53世・田名部生来・河森正治によるインタビュー映像が特番未放送の局でも挿入された。
アクエリオンEVOL 放送開始記念特別番組 〜1万年と2千年の神話、再び〜
2012年1月8日11:30 - 12:00他にファミリー劇場で放送された事前特番。2011年12月3日にベルサール秋葉原で行われた「アクエリオンEVOL製作発表会」の映像と、新規に撮影されたキャストやスタッフへのインタビューが流された。ナレーションは前作でシルヴィア・ド・アリシアを演じたかかずゆみ。

## 漫画版
月刊コミックジーンにて、2012年2月号（1月14日発売）より連載開始。
- 河森正治 / サテライト（原作）・あおぎり（作画）、メディアファクトリー〈MFコミックス ジーンシリーズ〉、全4巻

1. 2012年5月26日発売[30]、ISBN 978-4840144742
2. 2012年11月27日発売[31]、ISBN 978-4840147606
3. 2013年5月27日発売[32]、ISBN 978-4840150644
4. 2013年12月27日発売[33]、ISBN 978-4040661698

コミックジーン誌面“合体”企画
掲載誌2012年2月号から4月号にかけて「3号連続ふろく」として「トリプルビッグクリアしおりvol.1, 2, 3」が付いてきた。また2月号から6月号にかけて「6号連続スペシャルインタビューリレー企画」としてスタッフインタビューが掲載された（ただし、3月号に2回分掲載されたため実際には5号連続となっている）。
- 2012年2月号（1月14日発売） - 第1話「終末を抱いた神話」、EVOL.01「原作・総監督 河森正治インタビュー前編」
  - 「特別ふろく」- AQUARION EVOL TRIPLE BIG BOOKMARKS VOL.1 (AMATA, SHRADE, CAYENNE)
- 2012年3月号（2月15日発売） - 第2話「禁じられた合体」、EVOL.02「河森正治インタビュー後編」 & EVOL.03「キャラクター原案・キャラクターデザイン 石田可奈インタビュー」
  - 「特別ふろく」- AQUARION EVOL TRIPLE BIG BOOKMARKS VOL.2 (KAGURA, MYKAGE, JIN)
- 2012年4月号（3月15日発売） - 第3話「愛に触れたとき」、EVOL.04「キャラクターデザイン・総作画監督 丸藤広貴インタビュー」
  - 「特別ふろく」- AQUARION EVOL TRIPLE BIG BOOKMARKS VOL.3 (MIKONO, ZESSICA, CREA)
- 2012年5月号（4月14日発売） - 第4話「果てなる想いの発露」、EVOL.05「キャラクター原案 倉花千夏インタビュー」
- 2012年6月号（5月15日発売） - 単行本作業のため休載、EVOL.06「音楽 菅野よう子インタビュー」

## 小説版
- 河森正治 / サテライト（原作）・石田可奈（イラスト）・内山靖二郎（著）、メディアファクトリー〈MF文庫J〉、全4巻
  1. 2012年4月25日発売[34]、ISBN 978-4-8401-4545-9
  2. 2012年7月23日発売[35]、ISBN 978-4-8401-4640-1
  3. 2012年10月24日発売[36]、ISBN 978-4-8401-4842-9
  4. 2012年12月21日発売[37]、ISBN 978-4-8401-4939-6

## 関連商品

### DVD / Blu-ray
DVD / Blu-ray各巻は全9巻。毎回特典（特製ブックレット9冊、特典映像など）とは別に初回生産特典（3巻収納BOX 3つ、ドラマCD 9枚、特製トランプ、全巻購入特典応募コード9つなど）、全巻購入特典（オンデマンド画集）がある。またVol.1, Vol.2の初回生産特典として2012年8月19日のイベントの「イベントチケット優先販売申込券」が封入されることが2012年2月15日に追加で決定した。前述の通り、本作の権利はオーバーラップに移行したために単体での販売が終了しており、現在は店頭での在庫限りとなっている。
- アクエリオンEVOL Vol.1 DVD/Blu-ray（2012年4月25日） - TV版初回放送1&2話SP、第1, 2話
  - 特典映像「12/3神話的製作発表会イベント収録映像」、SPECIAL CD1 オーディオドラマ「そして、君に出会う物語」
- アクエリオンEVOL Vol.2 DVD/Blu-ray（2012年5月23日） - TV版第3, 4, 5話
  - 特典映像「ノンクレジットOP・ED」&「PV・CM集 part.1」、SPECIAL CD2 オーディオドラマ「親友と呼ばれて」
- アクエリオンEVOL Vol.3 DVD/Blu-ray（2012年6月27日） - TV版第6, 7, 8話
  - 特典映像「1/2アクエリオン特番収録映像」、SPECIAL CD3 サウンドトラック
- アクエリオンEVOL Vol.4 DVD/Blu-ray（2012年7月25日） - TV版第9, 10, 11話
  - 特典映像「PV・CM集 part.2」、SPECIAL CD4 オーディオドラマ
- アクエリオンEVOL Vol.5 DVD/Blu-ray（2012年8月29日） - TV版第12, 13, 14話
  - SPECIAL CD5 オーディオドラマ
- アクエリオンEVOL Vol.6 DVD/Blu-ray（2012年9月26日） - TV版第15, 16, 17話
  - 特典映像「新ノンクレジットOP・ED」、SPECIAL CD6 オーディオドラマ
- アクエリオンEVOL Vol.7 DVD/Blu-ray（2012年10月24日） - TV版第18, 19, 20話
  - SPECIAL CD7 オーディオドラマ
- アクエリオンEVOL Vol.8 DVD/Blu-ray（2012年11月28日） - TV版第21, 22, 23話
  - 特典映像「PV・CM集 part.3」、SPECIAL CD8 ミュージック
- アクエリオンEVOL Vol.9 DVD/Blu-ray（2012年12月26日） - TV版第24, 25, 26話
  - SPECIAL CD9 オーディオドラマ

26話は場面展開の変更や追加シーンを加えたディレクターズカット版として収録される。

### CD・楽譜
- 君の神話〜アクエリオン第二章（2012年2月15日） - 主題歌シングル
- アクエリオンEVOL イヴの詩篇（2012年5月23日） - アルバム・オリジナルサウンドトラック
- バンドスコア・ピース アクエリオンEVOL 君の神話〜アクエリオン第二章（2012年5月31日） - ケイ・エム・ピー
- アクエリオンEVOL LOVE@New Dimension（2012年7月25日） - ボーカル企画アルバム

### ゲーム
- クルセイド アクエリオンEVOL / 創聖のアクエリオン〜創生からの進化〜（BOX）（2012年3月30日） - カードゲーム、バンダイ
- クルセイド アクエリオンEVOL / 創聖のアクエリオン〜舞い墜ちる翅〜（BOX）（2012年5月25日） - カードゲーム、バンダイ
- クルセイド アクエリオンロゴス / 創勢のアクエリオンEVOL（2015年11月27日） - カードゲーム、バンダイ
- アクエリオンEVOL 禁断の合体バトル（2012年2月7日） - オンラインゲーム、博報堂DYメディアパートナーズ
- アクエリオンEVOL 禁断の合体キャッチャー（2012年2月7日） - iPhone、Android向けアプリ、博報堂DYメディアパートナーズ

「アクエリオンEVOL 禁断の合体バトル」と「アクエリオンEVOL 禁断の合体キャッチャー」は連動。
- アクエリオンEVOL-禁断合体コレクション-（2012年6月22日） - ソーシャルゲーム（Mobage・GREE・mixiゲーム）、ニジボックス
- アクエリオン大戦（2012年10月31日） - ソーシャルゲーム（Mobage・GREE・mixiゲーム・entag!・ヤマダゲーム・pixivモバイル）、ニジボックス
- ボイスパズルアプリ〜アクエリオンEVOL〜（2013年1月28日） - iPhone向けアプリ、株式会社ジェットマン
- 体感合体 アクエリオンEVOL（2017年3月16日） - PlayStation VR、サテライト

このほか直接的なゲーム化ではないが、2014年4月10日に発売されたPlayStation 3 / PlayStation Vita用シミュレーションRPGソフト『第3次スーパーロボット大戦Z 時獄篇』に本作が初参戦、登場するキャラクターならびにロボットおよび幾つかのストーリーエッセンスもゲームシナリオに組み込まれている。翌2015年4月2日に発売の続編（完結編）『第3次スーパーロボット大戦Z 天獄篇』にも参戦し、前作『創聖のアクエリオン』と共演した。

### 雑誌
- Newtype 2012年01月号（2011年12月10日） - 角川グループパブリッシング
- アニメディア2012年02月号（2012年1月10日） - 学研マーケティング
- FREECELL特別号 表紙巻頭総力特集 ST☆RISH（2012年1月31日） - プレビジョン、梶裕貴・山本裕介インタビュー
- 別冊spoon. 女子アニメ2012 Spring (KADOKAWA MOOK No.423)（2012年3月31日） - プレビジョン、32ページ特集
- PASH! 2012年05月号（2012年4月10日） - 主婦と生活社、特集、福島潤インタビューなど
- 別冊spoon.2Di (KADOKAWA MOOK No.437)（2012年6月30日） - プレビジョン、19ページ特集
- オトナアニメVol.25 (洋泉社MOOK)（2012年7月9日） - 洋泉社、巻頭特集

### グッズ・玩具
- 倉花千夏&石田可奈描き下ろし卓上カレンダー（2012年12月29日） - コミケ81、メディアファクトリー
- 合体禁止Tシャツ（2012年12月29日） - コミケ81
- アクエリオンEVOL クリアファイル（2012年1月1日） - ムービック
- 合体柄Tシャツ（2012年1月8日） - バンダイファッションネット
- フェイス柄Tシャツ（2012年1月8日） - バンダイファッションネット
- マイクロファイバーミニタオル（2012年1月8日） - バンダイファッションネット
- アクエリオン 300ピース 禁断のトキメキ 93-077（2012年3月16日） - ジグソーパズル、ビバリー
- アクエリオン 1000ピース 禁じられた合体 91-112（2012年3月16日） - ジグソーパズル、ビバリー
- ガシャポン アクエリオンEVOLプレート（2012年4月10日） - バンダイ
- アクエリオンEVOL もふもふひざ掛け（2012年4月20日） - エーシージー
- アクエリオンEVOL ぷにぷにうで枕（2012年5月31日） - エーシージー
- フィギュアーツZERO ミコノ・スズシロ（2012年7月31日） - フィギュア、バンダイ
- フィギュアーツZERO ゼシカ・ウォン（2012年8月31日） - フィギュア、バンダイ

### イベント・出展
- 2011年2月26日、劇場版『マクロスF〜サヨナラノツバサ〜』上映前の特報にて『アクエリオンEVOL』始動を発表。
- 2011年3月11日 - 13日、「C3日本動玩博覧2011」（香港）のトークショーにて河森正治が『アクエリオンEVOL』に言及。
- 2011年8月12日 - 14日、「コミックマーケット80」に出展。
- 2011年12月3日、ベルサール秋葉原にて「神話的製作発表会」開催。
- 2011年12月6日 - 25日、東京アニメセンターにて「＜TVアニメ放送直前記念＞アクエリオン展」開催。
- 2011年12月29日 - 31日、「コミックマーケット81」に出展。
- 2012年1月8日、1&2話SPの先行上映会「アクエリオンEVOL 神話的夜会」開催。
- 2012年2月4日、西武ドームでSCRAP主催の「リアル脱出ゲーム」とのコラボイベント「リアル出逢いゲーム×アクエリオンEVOL 一万二千年後の邂逅〜謎が解けたら合体〜」が開催。謎を解きながら出会いを目指して行く。
- 2012年3月9日 - 11日、「C3日本動玩博覧2012」（香港）に出展。「河森正治×花澤香菜トークショー」開催。
- 2012年3月25日、「東京国際アニメフェア2012」に出展。「山本監督×福島潤（ジン役）トークショー」開催。
- 2012年3月31日 - 4月1日、「アニメコンテンツエキスポ2012」に出展。
- 2012年4月22日、公式オフ会「アクエリオンEVOL 神話的新年度会〜異次元ゲートで逢いましょう〜」開催。
- 2012年6月30日、新宿バルト9にて人気投票ベスト3エピソード上映会「アクエリオンEVOL 絶唱合体ナイト」開催。
- 2012年8月19日、Blu-ray/DVD発売記念プレミアムイベント「アクエリオンEVOL 神話的サマフェス〜夏ってLOVE MAX♪〜」、「神話的サマフェス第2章〜LOVE MAXな夕涼み☆〜」開催。「第2章〜LOVE MAXな夕涼み☆〜」は全国映画館に生中継。